# محاكي طرفية

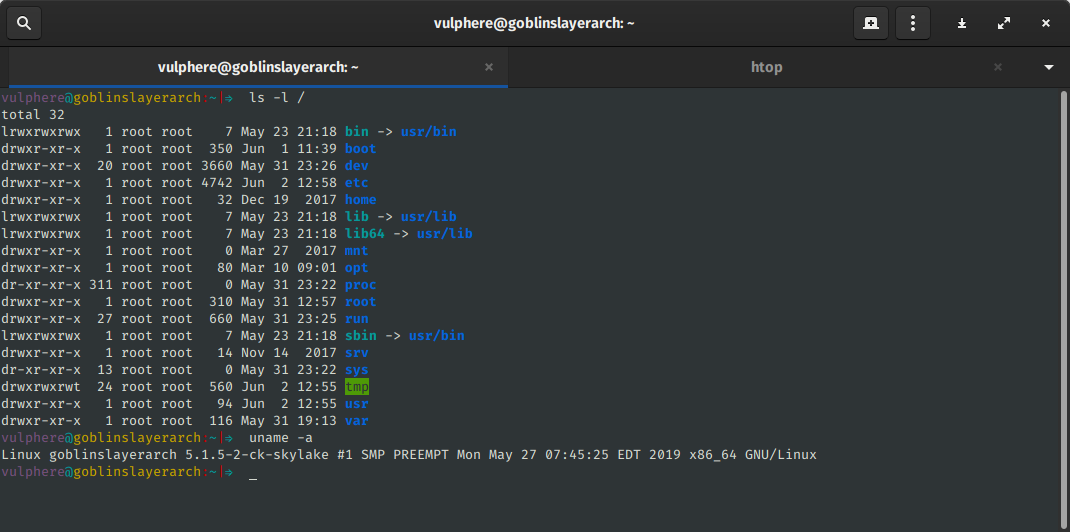

محاكي طرفية، برنامج طرفي، term أو tty اختصارًا هو برنامج يحاكي طرفية حاسوب مع معمارية عرض أخرى. بالرغم من ترادف معناه مع صدفة سطر اوامر أو طرفية نصية، يغطي المصطلح طرفي^^ كل الطرفيات المتحكم بها عن بعد ومن ضمنها الواجهات الرسومية. المحاكي الطرفي الذي يكون داخل واجهة المستخدم الرسومية عادةً يدعى بالنافذة الطرفية.
- تسمح النافذة الطرفية للمستخدم بالولوج إلى طرفية نصية وكل تطبيقاتها مثل سطر الأوامر وبرامج واجهة المستخدم النصية. من الممكن ان تكون هذه البرامج تنفذ اما على الجهاز نفس أو على جهاز اخر عن طريق تيلي نت، قشرة آمنة أو عن طريق طلب هاتفي. من المعتاد في أنظمة التشغيل الشبيهة بيونكس وجود نافذة طرفية واحدة أو أكثر متصلة بجهاز على الشبكة المحلية.

تدهم الطرفيات دائماً مجموعة من تسلسل مفاتيح للسيطرة على الألوان، موضع المؤشر، إلى اخره. الامثلة تتضمن عائلة من معايير سلسلة تحكم الطرفيات تعرف بهذه الرموز ECMA-48، ANSI X3.64 أو ISO/IEC 6429.
ما زال مستخدمو تقنيات الحاسوب المبكرين مثل المصارف، شركات التأمين والحكومات يستخدمون المحاكيات الطرفية بصورة مستمرة. لأنهم يمتلكون عادةً تطبيقات قديمة تعمل على حاسوب كبير. كانت تستخدم الطرفيات القديمة للولوج إلى هذه الحواسيب الضخمة منذ زمن بعيد واندثرت منذ مدة، لكن بالرغم من ذلك هنالك تطبيقات على هذه المكائن ما زالت قيد الاستخدام. وعادةً المحاكيات الطرفية هي الطريقة الوحيدة التي يستطيع فيها المستخدم الولوج إلى هذه الحواسب القديمة.

## المدخلات والمخرجات الخام والمعالجة

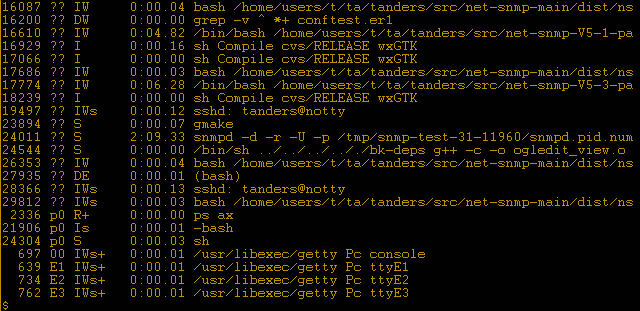
لقطة شاشة لنظام يونكس يعرض قائمة بالعمليات.

لكل ضغطة زر مستلمة من قبل الطرفية أو محاكي الطرفية في الأنظمة الشبيهة ليونكس سوف ترسل إشارة مفردة من مجموعة الرموز المستخدمة. كذلك العودة للسطر وبداية سطر جديد هما عمليات مختلفتان عن بعض. النص يمرر مباشرة من الطرفية أو PTY (عقدة يستخدمها برنامج يرغب بمحاكاة ارتباطات طرفية إليها) إلى جهاز TTY في النمط الخام. أما في النمط المعالج تحدث عدد من التغييرات أثناء مرور البيانات بين الطرفية و TTY: وهي أن التطبيق يحصل على الأسطر المدخلة كاملةً ومباشرةً وتنتهي بأيعاز البدء بسطر جديد بطريقة مرتبة، وتستطيع فقط إرسال هذا الإيعاز عند الحاجة لسطر جديد. كذلك النص المكتوب يرجع مرة ثانية للمستخدم. عادة الطرفية تعمل في النمط المعالج عندما يبدأ برنامج ما بالعمل مما يسمح بإدخال وإخراج سهل للنصوص، لكن التطبيقات التي تحتاج للمزيد من السيطرة سوف تضع الطرفية غالباً في النمط الخام، أو في نمط معالج أكثر بقليل. الخواص المفردة للنمط المعالج يمكن ان تطفأ أو تشغل كل على حدة حسب الحاجة عند تطبيقات معينة.

## الطرفيات المتزامنة
البيانات تسير في أي أتجاه وفي أي وقت بالنسبة للطرفيات الغير متزامنة، لكن هنالك بروتوكول يتحكم بمن يرسل البيانات ومتى في الطرفيات المتزامنة. الطرفيات المبنية على آي بي أم 3270 والتي تستخدم في حواسيب آي بي إم العملاقة هي مثال على هذه الطرفيات المتزامنة. فهي تعمل في نمط «شاشة لكل حين» بصورة أساسية (كذلك تعرف بنمط الوحدات). يستطيع المستخدمون عمل العديد من التغييرات على صفحة ما قبل إرسالها إلى شاشة التحديث في الجهاز الطرفي كإيعاز واحد. يمكن لهذا النموذج أن يكون مفاجيء للمستخدمين المعتادين أكثر على أسلوب المحطات الطرفية الغير متزامنة الأعتادية، لكن بالحقيقة مبدأ هذا النموذج مشابه لأرسال أستمارات بروتوكل نقل النص الفائق على الشبكة العنكبوتية العالمية.
المحاكيات الطرفية التي تحاكي طرفية عتاد 3270 الأصلية موجودة في أغلب أنظمة التشغيل للاستخدام من قبل مدراء الأنظمة مثل IBM System z9 وكذلك للمستخدمين الذين يعملون تطبيقات مشابهة مثل أنظمة التحكم بمعلومات الزبائن.
من الأمثلة الأخرى على الطرفيات المتزامنة تتضمن IBM 5250 وICL 7561. أجهزة BULL VIP7800 وهوليت باكارد 700\92 أيضاً تحتوي على نمط متوسط بين الخام والمعالج.

## امثلة على المحاكيات الطرفية
تم تطوير العديد من المحاكيات الطرفية من اجل طرفيات مثل VT100، VT220، VT320، آي بي أم 3270، IBM 5250، آي بي أم 3270، داتا جنرال D211، هوليت باكارد HP700/92، Sperry/Unisys 2000-series USTS60، Burroughs/Unisys A-series T27/TD830/ET1100، ADDS Viewpoint، أجهزة صن ميكروسيستمز، كيو إن إكس، AT386، SCO-ANSI، SNI 97801، Televideo، Wyse 50\60. بالإضافة لذلك هناك برامج طورت لمحاكاة الطرفيات التي هي بدورها أيضاً برامج مثل xterm، وغيرها من الطرفيات الموجودة في لينوكس مثلاً. ترجع بعض المحاكاة ببساطة إلى معايير معينة مثل المعهد القومي الأمريكي للقياس. هذه البرامج موجودة على عدة منصات مثل دوس ويونكس وأنظمة التشغيل الرسومية مثل ويندوز وماكنتوش، بالإضافة إلى أنظمة التشغيل المدمجة في الهواتف الخلوية والمعدات الصناعية.
واحدة من البرامج التي توفر الدخول عن بعد في المحاكاة الطرفية تحت نظام مايكروسوفت ويندوز بصورة مدمجة مثل HyperTerminal (غير موجودة في ويندوز فيستا) وعميل مايكروسوفت تيلينت، كذلك برامج أخرى مثل بوتي. من الأمثلة الأخرى Access*One، AlphaCom، Attachmate Reflection، منطقة زرقاء، HostAccess، DynaComm، نيلة، GTW420 Pro، Poderosa، PowerTerm InterConnect، ذا تيرميناتور، TigerTerm، TN3270 Plus، TinyTERM، SecureCRT، SwitchTermJ، Tera Term، وz/Scope Express VT.
لأنظمة ويندوز التي تعمل على الحواسيب الكفية والهواتف الخلوية هنالك منتجات عدة مثل MochaSoft، MobileVT، Access*One و NaurTech. من البرامج التي تعمل على نظام إم إس-دوس هنالك ProComm، Qmodem، محاكي طرفية وTelix. هنالك برنامج يدعى تداخل الاشارات يعمل على كل من إم إس-دوس وسي بي / م.
هنالك اداة في الويندوز تسمى "Command prompt" عملها يشابه عمل النافذ الطرفية.
يوجد في ماك أو.إس عشرة برنامج اسمه Apple Terminal تعمل كمحاكاة طرفية للولوج المحلي. وهنالك عدد من البرامج الأخرى تقوم بنفس العمل على هذا النظام مثل GLTerm، iTerm، MacTelnet، dataComet، وMacWise. البرنامج ZTerm يقوم بالأتصال الطرفي عن بعد في هذا النظام.
لأنظمة نوفذ س، هنالك العديد من برامج المحاكاة الطرفية مثل xterm، dtterm، إنلايتنمينت، طرفية جنوم، كونسول، rxvt، mrxvt، wterm، وaterm.

## وصلات خارجية
- تعريف النافذة الطرفية نسخة محفوظة 12 يوليو 2008 على موقع واي باك مشين.